# Willard Learoyd Sperry
Willard Learoyd Sperry (* 5. April 1882 in Peabody, Massachusetts; † 15. Mai 1954 in Boston, Massachusetts) war ein kongregationalistischer Geistlicher und Dekan der Harvard Divinity School.

## Leben
Sperry besuchte das theologisch in reformierter Tradition stehende Olivet College in Olivet, Michigan, wo er 1903 einen B.A. erwarb. Weitere theologische Studien in Oxford, wo er 1907 einen ersten M.A. erwarb, sowie in Yale, wo er 1908 ebenfalls einen M.A. erreichte, schlossen sich an. Im Jahr 1908 erfolgte die Ordination als kongregationalistischer Pfarrer in der First Congregational Church in Fall River, Massachusetts, wo er bis 1913 als Pastor wirkte. Von 1914 bis 1922 war er als Pastor an der Central Church in Boston tätig. Am Andover Theological Seminary hatte er von 1917 bis 1925 einen Lehrstuhl für Praktische Theologie inne. Ab 1922 war er zudem Dekan der neuen theologischen Fakultät der Harvard University, einer Vereinigung des Andover Theological Seminary und der Harvard Divinity School. Als die Vereinigung der beiden Hochschulen für ungültig erklärt wurde, wurde Sperry 1925 Dekan der Harvard Divinity School. 1927 wurde Sperry in die American Academy of Arts and Sciences gewählt. Im Jahr 1928 wurde er zum Vorsitzenden des Harvard Board of Preachers und zum Plummer Professor of Christian Morals ernannt.
Sperry trat als produktiver Autor hervor. Seiner praktischen Theologie ging es um die Überwindung einer vielfach kritisierten Lebens- und Realitätsferne von Kerygma und Liturgie.

## Werke (Auswahl)
- The Paradox of Religion. The Macmillan Company, New York 1927.
- Religion in America (American Life and Institutions 1). Cambridge University Press, Cambridge, 1945.
- The Ethical Basis of Medical Practice. Hoeber, New York 1950.